# Maloud
Maloud (ook gespeld als Malaudh) is een nagar panchayat (plaats) in het district Ludhiana van de Indiase staat Punjab. 

## Demografie
Volgens de Indiase volkstelling van 2001 wonen er 7.160 mensen in Maloud, waarvan 53% mannelijk en 47% vrouwelijk is. De plaats heeft een alfabetiseringsgraad van 69%.